# 安大略 (印第安納州)
安大略（英語：Ontario）是位於美國印第安納州拉格蘭奇縣的一個非建制地區。該地的面積和人口皆未知。